# 斑腹矶鹬
斑腹矶鹬（学名：Actitis macularius）为鸻形目鷸科下的一个迁徙涉禽鸟种, 分布于美洲
。

## 外部連結
維基物種上的相關：斑腹矶鹬
 维基共享资源上的相關多媒體資源：斑腹矶鹬